# 聯邦調查局人質救援隊
人質救援隊（英語：Hostage Rescue Team，縮寫：HRT）是隸屬於美國聯邦調查局重大事件響應組戰術行動科轄下的一支反恐戰術分隊，為準軍事化特種警察部隊，於1983年成立。功能為國家級的特種武器和戰術部隊分隊，負責拯救人質、反恐、打擊罪犯及恐怖分子、直升機操作及執行相關救援等各種任務。

## 組織
HRT為聯邦調查局重大事故應變群（CIRG）的戰術支援分部。該部隊總部位於弗吉尼亞州匡蒂科的FBI學院。成立初時只有50名幹員，現在估計有約100多名受過專業訓練的FBI成員。
HRT被組織成3個戰術單位，分別為紅隊、藍隊和金隊，當中之一為指定的海上隊伍。HRT的戰術單位由以下部份構成：
- 突擊隊伍
- 狙擊／觀察隊伍

突擊隊伍的支援力量包括：
- 戰術直升機單位（THU）
  - 會以UH-60M黑鷹、貝爾412EP和貝爾407等型號的直升機運送幹員執行任務或撤離。
- 戰術機動隊
  - 負責駕駛各種特種車輛。
- 後勤梯隊
- 情報部門
- 通訊部門
- 指揮部門

## 歷史

### 背景
1970年代末期，暴力罪行充斥著整個美國，恐怖活動亦在全球擴散，罪犯逐漸棄用左輪手槍，改為採用更具殺傷力的自動武器。1978年，當時唯一在美國本土具備反恐經驗的美國陸軍三角洲部隊邀請聯邦調查局特種武器和戰術部隊參與聯合演習。在雙方協議中，一旦發生三級以上（即涉及多名恐怖分子與劫持人質的事件）的恐怖活動，聯邦調查局就會提請美國總統授權三角洲部隊前往處理，直到肅清歹徒後的復原與調查等事務交還聯邦調查局。

### 前導
時任聯邦調查局長威廉·H·韋伯斯特一次在布拉格堡參觀三角洲部隊表演練習時改變了想法，當時他很驚訝地發現士兵並無攜帶手銬，在旁的一位三角洲隊員告訴他：「我們直接對準敵人腦袋射擊兩發，所以用不著手銬」。此時，一直不願意在執法單位成立具有濃厚軍事味道的部隊的他，認為美國需要一支能力介乎於特種部隊及各州特種警察部隊特種武器和戰術部隊的部隊，該支隊伍需要具備處置棘手的人質危機、大規模的反恐行動，甚至包括核生化環境下的作戰能力，同時亦兼顧到地方執法或者聯邦調查局當時無辦法處理的事務。於是，他將成立人質拯救隊任務交予丹尼·庫爾森和約翰·西蒙內。

### 成立
1982年3月，獲得選舉為人質拯救隊首任隊長的丹尼·庫爾森和副座約翰·西蒙內在SOARS其他成員的協助下，開始策劃遴選、訓練課程及裝備採購等事宜。同年6月，首批3隊、共90名人員在接受為期一周的遴選後，共有50名投考人通過。原本計劃為只有當中的35名被選出，惟在約翰·西蒙內對上級遊說下，上述全數被選出成為正式人員，並且分為金隊及藍隊，以及一支由12名人員組成的狙擊手小隊。
在短暫的感恩節假期後，訓練隊開始其最初的訓練計劃。在接受特種武器和戰術部隊的戰術指導後，每位隊員都被分派予一名戰術專家（來自美國駐守在世界各地的精銳反恐部隊，作為與人質拯救隊的聯絡員）進行深造，包括學習爆炸與破壞技術。訓練隊人員被分配到專家所在的反恐部隊中接受訓練，同時分享全隊的戰術經驗。隨著上述的先進及全面的知識、理論及經驗被帶返聯邦調查聯查局後，人質拯救隊於1983年1月利用所有時間仔細地琢磨射擊和戰術技巧。其後，訓練隊在北卡羅來納州的布拉格堡與美國陸軍三角洲部隊進行了為期1個月的聯合訓練。隨後，訓練隊再次返回匡蒂科學習新的技能，並且鞏固他們在布拉格堡所習得的技能。1983年10月，在新墨西哥州科特蘭空軍基地進行的“紅馬”演習期間，聯邦調查局高層人員在目睹了表演練習的過程後，最終同意讓人質拯救隊執行更多任務。
1994年，人質拯救隊成為重大事件響應組的一部份，此後該部隊除了在美國境內活動以外還負責在全球各地進行各種執法及反恐任務，因此他們會時常與美軍特種作戰部隊及情報單位一同執行任務。目前已知，人質拯救隊曾在阿富汗、伊拉克及利比亞等戰亂地區執行過任務。

## 能力
HRT所使用的裝備和戰術都比起美國56支FBI SWAT部隊及14支增強SWAT部隊更完善和專業。一般FBI SWAT的幹員並非全職戰鬥人員，而是由接受過SWAT訓練的FBI探員臨時擔任。另一方面，HRT的幹員，包括突擊隊員和狙擊手都是全職戰鬥人員或專家，而且每天都在進行訓練。其能力被指與美軍特種作戰部隊匹敵。
HRT能夠在4小時內部署到美國境內任何地方或屬地，該部隊被訓練在各種環境下（化學、嚴寒、黑夜、低光或鄉郊）執行任務。所有隊員都具備從直升機上快速遊繩垂降到地面的能力，而且還需掌握更多進階技巧，包括高空軍事跳傘。除了陸上行動外，HRT還會在海上或空中執行任務。

## 角色
HRT擔任的主要角色為人質救援和反恐，其次要角色包括：
- 逮捕對外隔絕，與警方對峙的嫌疑犯。
- 展開直升機行動及救援任務。
- 執行機動突擊、高風險掃蕩、搜索及拘捕行動。
- 發起搜捕和鄉郊行動。
- 為身處海外的FBI人員提供貼身保護。

HRT亦可派遣特定幹員或隊伍為聯邦證人或貴賓進行狙擊監視，以確保他們的人身安全。HRT的隊伍還會支援海外任務或聯合反恐特遣隊。其在國內外的隊伍專責於普通的執法活動，包括發起拘捕行動、協助回收證物並在法庭上作證。
此外，HRT也會在颶風救援行動及大型活動（如奧林匹克運動會、總統就職典禮及政府會議）中執勤。

## 遴選訓練

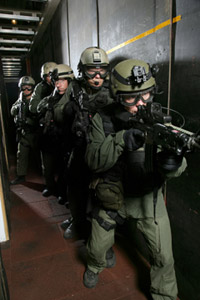
人質拯救隊隊員進行訓練

HRT對人員選拔的先決條件視乎候選人的背景和經驗，最後才根據候選人在選拔過程中的表現而決定取錄與否。該部隊的選拔課程長達兩星期，期間候選人需要進行的項目包括：長跑、強制行軍、障礙訓練，以及其他在體能和精神承受能力等領域上的測驗。在整個過程中，考官會評估候選人在面對壓力下的思考和應變能力，以及在精疲力盡下的執行力。接下來是一個為期六個月，稱作“新幹員訓練學校”（New Operator Training School，NOTS）的初級訓練。完成NOTS後，候選人會被調到位於弗吉尼亞州匡蒂科的FBI學院。HRT的選拔課程和NOTS是以三角洲部隊的同類課程為藍本，但考慮到兩者的任務性質不太一樣，所以作出了相應的調整。
視察員和狙擊小隊由具備豐富經驗的HRT幹員負責擔任，他們都曾參加美國海軍陸戰隊偵察狙擊手基礎課程。在完成課程後，他們就會從HRT的狙擊手接受進一步培訓。負責海上任務的HRT幹員則參加過各種海上特種作戰課程，包括海豹部隊的BUD/S訓練。
當不需要進行部署時，HRT將把時間投放在幹員的培訓，訓練會在美國各地的設施內進行。幹員們每天會預留2—3小時作體能訓練、防禦戰術會議和戰鬥訓練。另外他們會在每星期中抽出一天來維持容易生疏的技能（包括快速遊繩、破門及攝影等），或者專業技能（包括機動突擊、搜捕及鄉郊行動等）、海上行動、直升機行動、跳傘、大規模殺傷性武器訓練（由美國能源部提供）及寒冷氣候作戰。三天會被用作練習狙擊或近身距離作戰技巧。每兩星期一天則會作裝備維護。其餘時間會由各小隊的領袖預先安排時間表。在例行訓練中，HRT的幹員時常會發射數千發以上的子彈來維持射擊技術。每過12—18個月，HRT會跟其他政府部門（包括國防部、州警察、能源部及國土安全部等）進行聯合演練。
三支隊伍會輪流經過三個120天週期：訓練、行動及支援。在訓練週期中，隊伍將會刷新其技能，並參與演習及其他課程，或會跟其他國內外的部隊進行聯合演練。在行動週期，隊伍將隨時準備就緒在國內外進行部署。而在支援週期，隊伍將專注於特別項目、保養HRT的裝備和進行研究分析。
目前已知，HRT會跟美軍各單位，包括：陸軍戰鬥應用群（三角洲部隊）及海軍特種作戰開發群（海豹六隊）定期進行聯合演練及交流。此外，他們也會跟其他聯邦戰術單位，包括：美國緝毒局海外部署及顧問支援隊（FAST）、美國邊境巡邏隊戰術單位（BORTAC），以及美國首都警察危機應變隊（CERT）等進行定期訓練。與外國單位，如：法國國家憲兵干預組（GIGN）、英國陸軍特種空勤團（SAS）、皇家海軍特別舟艇隊（SBS）、愛爾蘭和平衛隊緊急應變單位（ERU）、澳洲陸軍特種空勤團（SASR）、德國聯邦警察第9國境守備群（GSG 9）及義大利卡賓槍騎兵特別干預組（GIS）等的訓練也會偶爾舉行。HRT更會透過北約構架為盟友創立相應的部隊。當中希臘海岸防衛隊的特種任務梯隊就是由HRT協助成立。
除了使用自己的訓練設施外，HRT還會借用由私人擁有或三角洲部隊的殺人屋和靶場。

## 參與行動
自成立以來，HRT參與了由FBI主導的高調行動，執行過無數次涉及本土叛亂集團、恐怖組織及暴力罪犯的任務。該部隊的首次部署是在洛杉磯舉辦的1984年夏季奧林匹克運動會，當時他們參與了運動會的保安工作。
其中最受公眾注目的行動莫過於1992年的紅寶石山脊僵持及發生在1993年的韋科慘案，部份人認為參與行動的HRT及其他執法人員使用高壓手段處理事件。
另一方面，HRT已在美國和海外成功地完成了超過200次任務，當中有不少任務並沒有獲得各國新聞團體的廣泛關注，故鮮為人知。HRT曾被部署到阿富汗和伊拉克等戰亂地區執行作戰任務。

## 傷亡
至目前為止，HRT有4名幹員曾在訓練期間發生意外殉職。

## 已知裝備

### 個人武器

#### 手槍
| 武器名稱            | 原產地 | 備註   |
| ------------------- | ------ | ------ |
| S&W M13             | 美国   | 已退役 |
| S&W M19             | 美国   | 已退役 |
| FN Hi-Power Mark II | 比利时 | 已退役 |
| SIG Sauer P226      | 德国   | 已退役 |
| 春田兵工廠TRP       | 美国   | 已退役 |
| 克拉克17M           | 奥地利 | -      |
| 克拉克19M           | 奥地利 | -      |
| 克拉克22            | 奥地利 | -      |

#### 衝鋒槍
| 武器名稱  | 原產地 | 備註   |
| --------- | ------ | ------ |
| HK MP5A3  | 德国   | 已退役 |
| HK MP5/10 | 德国   | 已退役 |
| HK MP5SD6 | 德国   | 已退役 |
| HK UMP45  | 德国   | 已退役 |

#### 突擊步槍／戰鬥步槍
| 武器名稱            | 原產地 | 備註                                                  |
| ------------------- | ------ | ----------------------------------------------------- |
| M14                 | 美国   | 已退役                                                |
| HK G3A3             | 德国   | 已退役                                                |
| HK33                | 德国   | 已退役                                                |
| CAR-15系列          | 美国   | 已退役                                                |
| Mk 18 Mod 0         | 美国   | 已退役                                                |
| 柯特LE6933          | 美国   | 配備11.5吋槍管和Troy Alpha 9寸護木或Geissele Mk 4護木 |
| HK416               | 德国   | -                                                     |
| LWRC M6             | 美国   | -                                                     |
| Geissele Super Duty | 美国   | 黑色11.5寸槍管版本，現時主力步槍                      |

#### 狙擊步槍
| 武器名稱     | 原產地 | 備註       |
| ------------ | ------ | ---------- |
| HK PSG1      | 德国   | 已退役     |
| M40A1        | 美国   | 已退役     |
| FN SPR       | 美国   | -          |
| PRO 2000 HTR | 美国   | -          |
| KAC SR-25    | 美国   | -          |
| 巴雷特M82A1  | 美国   | 反器材步槍 |

#### 霰彈槍
| 武器名稱      | 原產地 | 備註         |
| ------------- | ------ | ------------ |
| 雷明登870     | 美国   | 主要用作破門 |
| 弗蘭基SPAS-12 | 義大利 | 已退役       |

#### 輕機槍／通用機槍
| 武器名稱 | 原產地 | 備註   |
| -------- | ------ | ------ |
| M249 SAW | 美国   | -      |
| M60E3    | 美国   | 已退役 |
| M240B    | 美国   | -      |

#### 榴彈發射器
| 武器名稱  | 原產地 | 備註   |
| --------- | ------ | ------ |
| M79       | 美国   | 已退役 |
| HK69      | 德国   | -      |
| B&T GL-06 | 瑞士   | -      |

### 個人裝備
- 作戰服
  -  黑色工作服（已退役）
  -  沙漠迷彩制服（英语：Desert Camouflage Uniform）（已退役）
  -  Crye Precision Gen 2 FBI HRT Custom或Gen 3作戰服（軍綠色及多地形迷彩樣式）
- 戰術頭盔
  -  Pro-Tec Classic Full Cut（已退役）
  -  MICH-2000（已退役）
  -  Crye Precision Airframe Helmet
  -  Team Wendy EXFIL LTP Ballistic
  -  Busch Protective AMP-1
  -  Ops-Core FAST Bump
- 抗噪耳機
  -  3M Peltor Comtac III
  -  3M Peltor Comtac V
- 夜視儀
  -  AN/PVS-23
  -  AN/PVS-31
  -  GPNVG-18
- 攜板背心
  -  Diamondback Tactical UTOC（已退役）
  -  Crye Precision AVS
  -  Crye Precision JPC／JPC 2.0
- 戰術電筒
- 無線電
  -  AN/PRC-152（英语：AN/PRC-152）
  -  MPU-5
- 快拔槍套
  -  Safariland 6354DO（供克拉克手槍使用）
- 破門用鐵鎚
- 防彈盾
- 閃光彈
- 煙霧彈
- 震撼彈
- 催淚彈
- 定向炸藥
- 胡椒噴霧
- 泰瑟X26